# Rijwieltoerclub Rally
RTC Rally, voluit Rijwiel Toer Club Rally, is een wielervereniging uit Sneek.
De vereniging is op 23 september 1966 opgericht en is aangesloten bij de NTFU.
Rally is in Sneek en omgeving vooral bekend vanwege de organisatie van de Elfmerenfietstocht, die in 1967 voor het eerst werd georganiseerd. De vereniging had in haar hoogtijdagen zeshonderd leden tegen tweehonderd nu. De vereniging heeft geen clubhuis, maar heeft Sportcentrum Schuttersveld als thuisbasis.